# Mona Hatoum

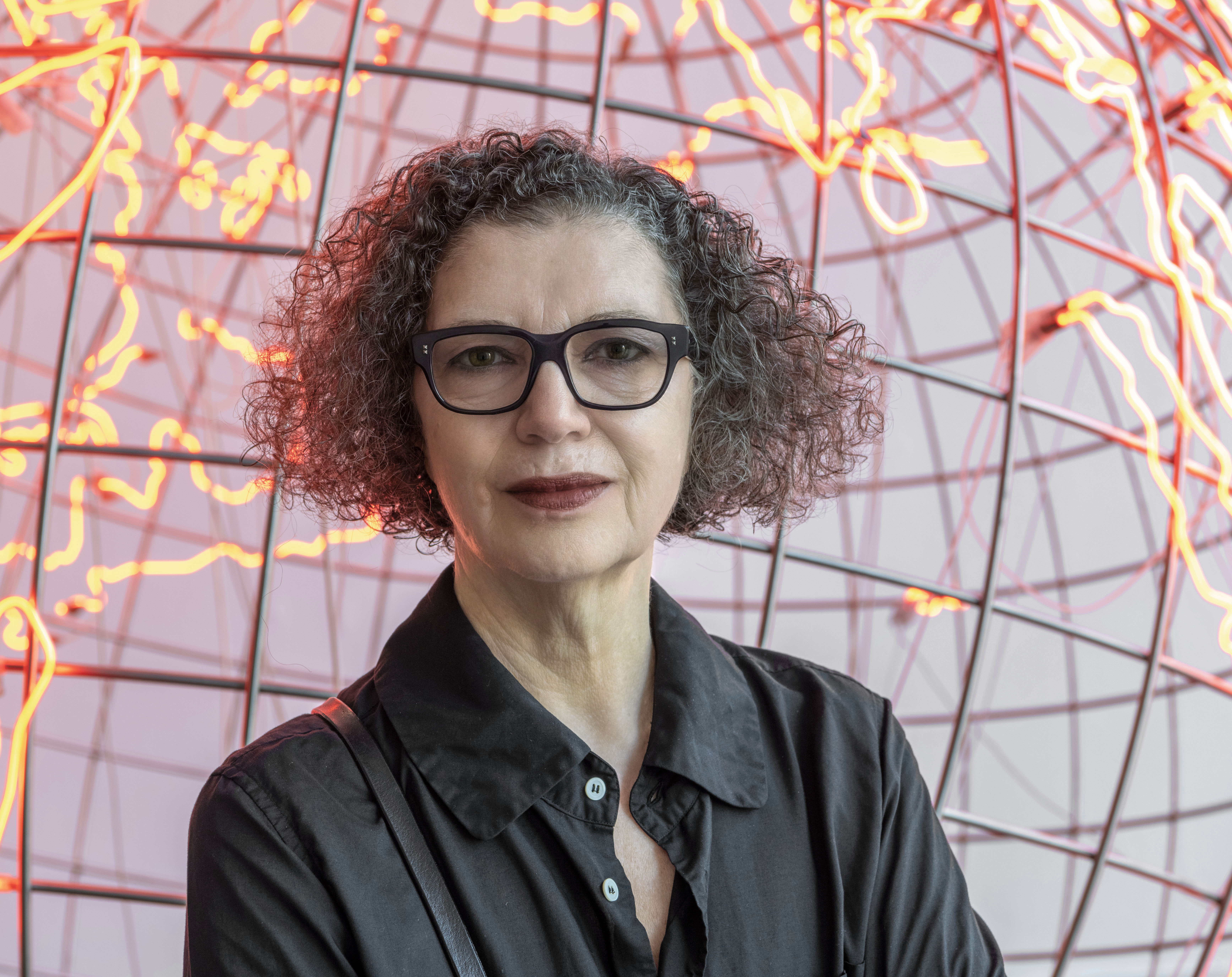
Mona Hatoum, 2021

Mona Hatoum (* 11. Februar 1952 in Beirut, Libanon) ist eine palästinensisch-britische Künstlerin.

## Leben
Schon Mona Hatoums Eltern mussten die Erfahrung von Entwurzelung machen: Sie lebten in Haifa, Israel, flohen aber 1948 wegen der Kriegssituation im Vorfeld der israelischen Staatsgründung in den Libanon. Von 1970 bis 1972 besuchte Mona das Beirut University College. Als sie 1975 auf einer Reise in London war, brach im Libanon der Bürgerkrieg aus. Da sie nicht zurückkehren konnte, blieb sie in London. Dort studierte sie Kunst, von 1975 bis 1979 an der Byam Shaw School of Art und von 1979 bis 1981 an der Slade School of Art. Von 1986 bis 1994 lehrte sie am Central Saint Martins College of Art and Design, London, und von 1992 bis 1997 an der Jan van Eyck Academie in Maastricht. 1994/1995 war sie Gastprofessorin an der École nationale supérieure des beaux-arts, Paris, und 1998 am Chelsea College of Art and Design und dem Central Saint Martins College of Art and Design, London. Sie lebt in London und Berlin.

## Grundzüge des Werks

### Der Körper im Mittelpunkt
In Mona Hatoums Werk steht der Körper im Mittelpunkt. An ihm wird gezeigt, wie institutionelle Gewalt auf den Menschen einwirkt.

„Ich wollte kein Werk schaffen, das eindimensional ist in dem Sinne, dass es nur den Intellekt anspricht. Ich wollte, dass es eine umfassende Erfahrung ist, die den Körper, die Sinne, den Geist, die Gefühle, alles einbezieht.“

Beispiele sind Look No Body!, Under Siege, So Much I Want to Say, Corps Etranger und Deep Throat.

### Politische Dimension
Die Arbeiten haben eine politische Dimension, ohne parteiisch zu sein:

„Sie benutzt ihr analytisches, scharfes Auge und ist eine politische Künstlerin, ohne zu agitieren oder sich in konkreten Positionen zu verlieren. Und sie bleibt schnörkellos. Das verhindert falsches Pathos.“

Beispiele sind The Negotiating Table und  Measures of Distance.

### Doppelbödigkeit
In eine Reihe von Skulpturen, die ohne Schnörkel gestaltet sind und ästhetisch sehr ansprechend wirken, hat Mona Hatoum Tücken eingebaut, die auf den zweiten Blick eine verborgene Gewalt sichtbar machen. Indem die Künstlerin Material, Größenverhältnisse oder Funktion von Alltagsgegenständen verändert oder Elemente hinzufügt, vermittelt sich das Gefühl der Bedrohung des Einzelnen. Beispiele sind Divan Bed, Untitled (wheelchair), Home und Natura morta (Schrank mit geschwungener Front).

### Ästhetische Merkmale
Ein immer wiederkehrendes ästhetisches Merkmal ihrer Arbeiten sind kurvige, sich dahinschlängelnde Linien, die oft einen Gegenpol zu strengen, gitternetzartigen Strukturen bilden. Rainald Schumacher sieht darin eine Verbindung der organisch-natürlichen und der rational-geistigen Ordnung zu einer Einheit. Ein Beispiel ist Hot Spot III.

## Werke im Einzelnen

### Performances der 1980er Jahre
Mona Hatoum führte zwischen 1980 und 1988 rund 35 Performances durch. Keine davon wurde für den Videomitschnitt veranstaltet, sie waren ausgerichtet auf eine direkte, in den einzelnen Performances aber unterschiedlich geartete Kommunikation mit dem Publikum. Während sie sich etwa in Under Siege als Opfer präsentierte, bedrohte sie die Zuschauer in anderen Performances. Bei Straßenperformances machte sie unbeteiligte Passanten zu Publikum.
Mona Hatoum ging es nicht die um die Erfahrung körperlicher Grenzen. Vielmehr wird der Einsatz des Körpers im Zusammenspiel mit anderen Mitteln, etwa dem Schlamm in Under Siege oder der Beleuchtung in The Negotiating Table, auf eine Aussage hin orientiert. Zwar lassen sich viele Performances auf aktuelle politische Ereignisse und die Biographie der Künstlerin beziehen, aber sie öffnen sich für die allgemeingültige Erfahrung von Gewalt und Leid.

#### „Look No Body!“ (1981)
Noch als Studentin inszenierte sie diese Performance: Das Publikum sah auf einem Monitor, wie Mona Hatoum mehrmals die Toilette benutzte, in der eine Kamera installiert war. Gleichzeitig war eine Tonbandaufnahme zu hören, in der Mona Hatoum das Urinieren wissenschaftlich beschrieb. Sie trank viel Wasser und bot dieses auch dem Publikum an. Indem sie sichtbar machte, was sonst im Verborgenen geschieht, wies sie auf einen wichtigen Unterschied im Umgang mit Körperöffnungen hin: Einige von ihnen sind in der Öffentlichkeit ebenso akzeptiert wie die mit ihnen verbundenen Tätigkeiten, etwa der Mund und das Trinken, andere dagegen nicht.

#### „Under Siege“ (1982)
Vermutlich ist dies Mona Hatoums bekannteste Performance: Sieben Stunden lang kämpfte sie in einem durchsichtigen Würfel mit lehmigem Schlamm, dem Zuschauer blieb nur die Rolle des hilflosen Zeugen.

#### „The Negotiating Table“ (1983)
Blutbefleckt, mit Eingeweiden bedeckt und in Kunststofffolie gewickelt lag Mona Hatoum drei Stunden lang bewegungslos auf einem von Stühlen umgebenen Tisch in einem abgedunkelten Raum, beleuchtet nur von einer Glühbirne. Man hörte Nachrichten über den Bürgerkrieg im Libanon und Reden westlicher politischer Führer über den Frieden.

„Im Prinzip war es eine Nebeneinanderstellung von zwei Elementen - während sich das eine auf die physische Realität und die Brutalität der Situation bezog, zielte das andere auf die Art und Weise, wie diese im Westen repräsentiert und behandelt werden. Diese Arbeit war der direkteste Verweis, den ich je auf den Krieg im Libanon gemacht habe. Sie entstand gleich nach dem Einmarsch der Israelis und den Massakern in den Lagern - für mich die niederschmetterndste Erfahrung meines Lebens.“

Wieder machte die Künstlerin ihren Körper zu einem Bild von Ohnmacht und Leid.

### Skulpturen und raumfüllende Installationen seit Ende der 1980er Jahre

#### „Moutons“ (1994)
In dieser Installation mit 145 Haarknäueln, für die sie sechs Jahre lang ihre ausgebürsteten Locken zusammenrollte und in Pappschachteln sammelte, zeigt die Künstlerin eigene körperliche Elemente. Die Sammlerin Ingvild Goetz sagt über dieses Kunstwerk: »Ich sehe darin die religiöse Züchtigung der Frau, ein Abschiednehmen vom Frau-sein-Dürfen.«.

#### „Divan Bed“ (1996)
Auf den ersten Blick sieht es verlockend aus, dieses Sitzmöbel. In Wirklichkeit aber besteht es aus hartem Riffelblech.

#### „Untitled (wheelchair)“ (1998)
Auch hier wird der Betrachter mit Doppelbödigkeit konfrontiert: Ein Rollstuhl aus Stahl, dessen Griffe die Form von Messern haben.

#### „Home“ (1999)
Metallene Küchengegenstände wie Trichter, Siebe, Pürierpressen, Gemüsehobel, ein Fleischwolf und ein Schneebesen sind nach Art eines Stilllebens auf einer etwa zwei Meter langen hölzernen Tischplatte gruppiert, die auf einem Metallgestänge mit Rädern liegt. Stromkabel verbinden die Küchenwerkzeuge, der durchfließende Strom lässt unter einigen der Objekte Glühbirnen leuchten. Der Betrachter wird durch Metalldrähte, die vor der Installation aufgespannt sind, vom Tisch ferngehalten, Geräusche von elektrischen Funken verstärken den Eindruck von Gefahr. Die Küche, traditionell ein Ort der Geborgenheit, ist ein lebensgefährlicher Ort.

„Ich sehe das als eine Arbeit, die Vorstellungen der Geborgenheit der häuslichen Umgebung und des Bereichs, in dem das Weibliche residiert, erschüttert. Weil ich immer eine gespaltene Beziehung mit Vorstellungen von Heim, Familie und der Versorgung, die in diesem Zusammenhang erwartet wird, hatte, möchte ich häufig eine physische oder psychologische Unruhe einführen, um solchen Erwartungen entgegenzutreten.“

#### „Hot Spot III“ (2009)
Über zwei Meter Durchmesser hat dieser Globus aus Drahtgeflecht, das die Längen- und Breitengrade zeigt. Rotes Neonlicht folgt den Umrissen der Kontinente. Die Weltkugel ist um einige Grad nach links geneigt; dies entspricht der Erdneigung, erweckt aber den Eindruck der Instabilität.

„Ein Raster ist jedoch vor allem ein Gitter. Es trennt, es grenzt ab. Zwar lässt es den Blick passieren, aber es sperrt den Körper ein. So wirkt die Weltkugel von Hot Spot III auch wie ein Gefängnis.“

#### „Natura morta (Schrank mit geschwungener Front)“ (2012)
In einer edel wirkenden Vitrine aus dunklem Holz sind regenbogenfarbige Objekte aus spiegelndem Muranoglas ausgestellt. Zunächst denkt man an prächtige Gartenkugeln, wie man sie zur Verschönerung des Gartens auf Stäbe steckt, oder an Granatäpfel. Doch auch hier zeigt sich auf den zweiten Blick ein doppelter Boden: Die Kugeln haben die Form von Handgranaten.

„Es ist, wie so oft bei Hatoum, auch ein ironisch-politischer Kommentar auf die von Krisen geschüttelte heutige Welt und ein Aufruf, hinter die Oberfläche der Dinge zu schauen.“

### Videos

#### „So Much I Want to Say“ (1983)
Dieses knapp fünfminütige Schwarz-Weiß-Video zeigt einzelne Standbilder vom Gesicht einer Frau, der der Mund zugehalten wird. In Slow-Scan-Technik wird hier eine Satellitenübertragung dokumentiert, die zwischen Vancouver und Wien im Dezember 1983 stattfand. Zu den Bildern wird der Satz "So Much I Want to Say" ständig wiederholt.

#### „Measures of Distance“ (1988)
In Measures of Distance sind Standbilder von Monas Mutter unter der Dusche zu sehen, die Mona im Haus der Familie gemacht hat. Darüber liegen die arabischen Schriftzüge eines authentischen Briefes der Mutter an Mona. Die Künstlerin liest die englische Übersetzung des Briefes vor. Dies ist eines der wenigen Werke, in denen Mona Hatoum ihre Biographie ausdrücklich einbezieht. Sie verarbeitet hier ihre Situation nach dem Ausbruch des Libanonkrieges, in der sie plötzlich von ihrer Familie abgeschnitten war und ihre Mutter erst nach Monaten wiedersehen konnte. Die Buchstaben des Briefes, die über das Bild der Frau gelegt sind, lassen an Stacheldraht denken, an eine gefangene Frau.

#### „Corps Etranger“ (1994)
In dieser Videoinstallation, die ihr zu einer Nominierung für den Turner Prize verhalf, macht sie wieder ihren eigenen Körper zum Gegenstand: Eine Kamera filmt zunächst die Körperoberfläche und dringt dann durch die Körperöffnungen ins Innere ein. Diese Arbeit erregte auf der Biennale von Venedig 1995 Aufmerksamkeit.

#### „Deep Throat“ (1996)
Ein kleiner Tisch ist zum Essen gedeckt: weiße Tischdecke, Teller, Besteck, Serviette. Die Innenfläche des Tellers besteht aus einem runden Monitor, der eine der Sequenzen aus Corps Etranger zeigt. Beim Betrachter erzeugt der Blick in den Rachen Unbehagen. Der Titel der Arbeit verweist auf den Pornofilm Deep Throat von 1972.

## Werke in öffentlichen Sammlungen (Auswahl)

### Werke aus dem 20. Jahrhundert
- So Much I Want to Say (1983)[13], Centre Georges Pompidou, Paris
- Measures of Distance (1988)[14], Tate Britain, London, Museum of Modern Art, New York City, Centre Georges Pompidou, Paris und National Gallery of Canada, Ottawa
- Silence (1994)[15], englisch, Museum of Modern Art, New York City
- Divan Bed, (1996)[16], Tate Britain, London
- Current Disturbance, 1996[17], Israel-Museum, Jerusalem
- Pin Rug, 1998/1999[18], San Francisco Museum of Modern Art
- Untitled (Wheelchair), 1998[19], Tate Britain, London
- Home, 1999[20], Moderna Museet, Stockholm
- Balancoires en fer, 1999–2000,[21] Palm Springs Art Museum, Palm Springs

### Werke aus dem 21. Jahrhundert
- Kefije Textil und Menschenhaare, 2000,[22] Kunstmuseum Basel
- Sans titre (Thiers Knives I), 2000, Regionalfonds für zeitgenössische Kunst, Picardie, Amiens
- Grater Divide, 2002[23], Museum of Fine Arts, Boston, Boston, Massachusetts
- Webbed. 2002[24], Hirshhorn Museum and Sculpture Garden, Washington, D.C.
- Hair, there and every where (portfolio of 10 prints), 2004, Vanderbilt University Fine Arts Gallery, Nashville, Tennessee und Museum of Modern Art, New York City
- Entrail Carpets, 2006[25], Hirshhorn Museum and Sculpture Garden, Washington, D.C.
- Cube (9x9x9), 2008[26], Minneapolis Institute of Arts

## Ausstellungen (Auswahl)

### Einzelausstellungen
- 1989: The Light at the End, The Showroom, London, und Oboro Gallery, Montréal
- 1992: Dissected Space, Chapter, Cardiff
- 1993: Recent Work, Arnolfini, Bristol
- 1994: Musée National d’Art Moderne, Centre Georges Pompidou, Paris
- 1995: British School at Rome, Rom
- 1996: De Appel, Amsterdam
- 1996: Quarters, Via Farini, Mailand
- 1996: Current Disturbance, Capp Street Project, San Francisco
- 1996: Anadiel Gallery, Jerusalem
- 1996: The Fabric Workshop and Museum, Philadelphia
- 1997: Galerie René Blouin, Montréal
- 1997: Museum of Contemporary Art, Chicago / New Museum of Contemporary Art, New York
- 1998: Kunsthalle Basel, Basel
- 1998: Museum of Modern Art, Oxford / Scottish National Gallery of Modern Art, Edinburgh
- 1999: Le Creux de l’Enfer, Centre d’art contemporain, Thiers, Frankreich
- 1999: ArtPace Foundation for Contemporary Art, San Antonio, Texas
- 1999: Castello di Rivoli, Museo d’Arte Contemporanea, Turin
- 2000: SITE Santa Fe, Santa Fe, New Mexico
- 2000: Images from Elsewhere, fig-1, London
- 2000: The Entire World as a Foreign Land, Duveen Galleries, Tate Britain, London
- 2000: Le Collège, Frac Champagne-Ardenne, Reims und Museum van Hedendaagse Kunst (MuHKA), Antwerpen
- 2001: Sala Mendoza, Caracas
- 2001: Domestic Disturbance, Mass MoCA, North Adams, Massachusetts
- 2002: Mona Hatoum, CASA – Centro de Arte de Salamanca und Centro Galego de Arte Contemporanea, Santiago de Compostela, Spanien
- 2002: Huis Clos, CASA – Centro de Arte de Salamanca, Spanien
- 2002: Laboratorio Arte Alameda, Mexiko-Stadt
- 2003: Mona Hatoum: Photo and video works, Uppsala Konstmuseum, Uppsala, Schweden
- 2003: Mona Hatoum, MACO – Museo de Arte Contemporáneo de Oaxaca, Oaxaca and Ex-Convento de Conkal, Yukatan, Mexiko
- 2004: Mona Hatoum – Ein Werküberblick und neue Arbeiten, Hamburger Kunsthalle, Hamburg; Kunstmuseum Bonn und Magasin 3 (Kunsthalle), Stockholm
- 2009: Mona Hatoum: Measures of Entanglement, Ullens Center for Contemporary Art (UCCA), Peking.[27]
- 2009: Mona Hatoum: Under Current (red), Galleria continua, San Gimignano, Provinz Siena, Toskana, Italien.
- 2010: Exhibition Le Grande Monde. Mona Hatoum., Fundación Botín, Santander.[28]
- 2010: Witness. Mona Hatoum, Beirut Art Center.[29]
- 2012: Mona Hatoum, Sammlung Goetz, München[30][31]
- 2012: Mona Hatoum. Projection. Fundació Joan Miró, Barcelona[32]
- 2012/2013: Mona Hatoum: Cellules 2012/2013, Galerie Chantal Crousel, Paris[33]
- 2013/2014: Mona Hatoum. Kunstmuseum St. Gallen[34]
- 2014: Mona Hatoum: Turbulence. Mathaf (Arabisches Museum für moderne Kunst), Katar.[35]
- 2022: Neuer Berliner Kunstverein, KINDL – Zentrum für zeitgenössische Kunst und Georg Kolbe Museum[36][37]
- 2023: Sculpture 21st im Duisburger Lehmbruck Museum[38]

### Gemeinschaftsausstellungen
- 2011: Aschemünder. Die Sammlung Goetz im Haus der Kunst, Haus der Kunst, München
- 2014: Vanitas - Ewig ist eh nichts. Georg-Kolbe-Museum.[39]
- 2017: Displacements / Entortungen, Museum der bildenden Künste, Leipzig[40]

## Auszeichnungen
- 1995: Nominierung für den Turner Prize
- 1997: Honorary Fellowship des Dartington College of Arts, Devon (England)
- 2000: George-Maciunas-Preis der Stadt Wiesbaden
- 2003–2004: Stipendiatin des Deutschen Akademischen Austauschdienstes DAAD
- 2004:
  - Sonning-Preis der Universität Kopenhagen
  - Roswitha Haftmann-Preis
- 2007: Stipendiatin am Dartington College of Arts
- 2010: Käthe-Kollwitz-Preis
- 2011: Joan-Miró-Preis für "ihre große Fähigkeit, persönliche Erfahrung mit universellen Werten zu verbinden"[41]
- 2018: Kunstpreis Ruth Baumgarte[42]
- 2019: Praemium Imperiale in der Sparte Skulptur
- 2022: Ada-Louise-Huxtable-Preis[43]

## Mitgliedschaften und Ämter
- seit 1987: Mitglied des Beirats von Third Text (Third World Perspectives on Contemporary Art and Culture)[44]
- 1992–1997: Lehrauftrag am Central Saint Martins College of Art and Design, London
- 1992–1997: Lehrauftrag an der Jan van Eyck Academie, Maastricht
- 1994–1995: Gastprofessur an der École nationale supérieure des beaux-arts de Paris
- 1998: Titel des Visiting Professor am Chelsea College of Art and Design, London und Central Saint Martins College of Art and Design, London
- 2010: Berufung in die Akademie der Künste, Berlin

### Publikationen anlässlich von Ausstellungen
- Ingvild Goetz, Rainald Schumacher, Larissa Michelberger (Hrsg.): Mona Hatoum. Anlässlich der Ausstellung Mona Hatoum, Sammlung Goetz, München, 21. November 2011 – 5. April 2012. Deutsch und englisch. Hatje Cantz Verlag, Ostfildern 2012, ISBN 978-3-7757-3153-9.
- Christoph Heinrich: Mona Hatoum. Anlässlich der Ausstellung „Mona Hatoum“, Hamburger Kunsthalle, 26. März bis 31. Mai 2004, Kunstmuseum Bonn, 17. Juni bis 29. August 2004 und Magasin 3 Stockholm Konsthall, 9. Oktober bis 19. Dezember 2004. Hatje Cantz Verlag, Ostfildern 2004, ISBN 3-7757-1443-X.
- Nathalie Küchen: Mona Hatoum. In: Georg-Kolbe-Museum (Hrsg.): Vanitas - Ewig ist eh nichts. Katalog zur Ausstellung. Berlin 2014, S. 46.